# タルシス
タルシス (Tharsis) 地域は、火星の赤道の巨大な火山平原である。マリネリス峡谷の西端にある。その名は聖書に記された、世界の西の果てにある土地の名タルシシュによる。

## 概要

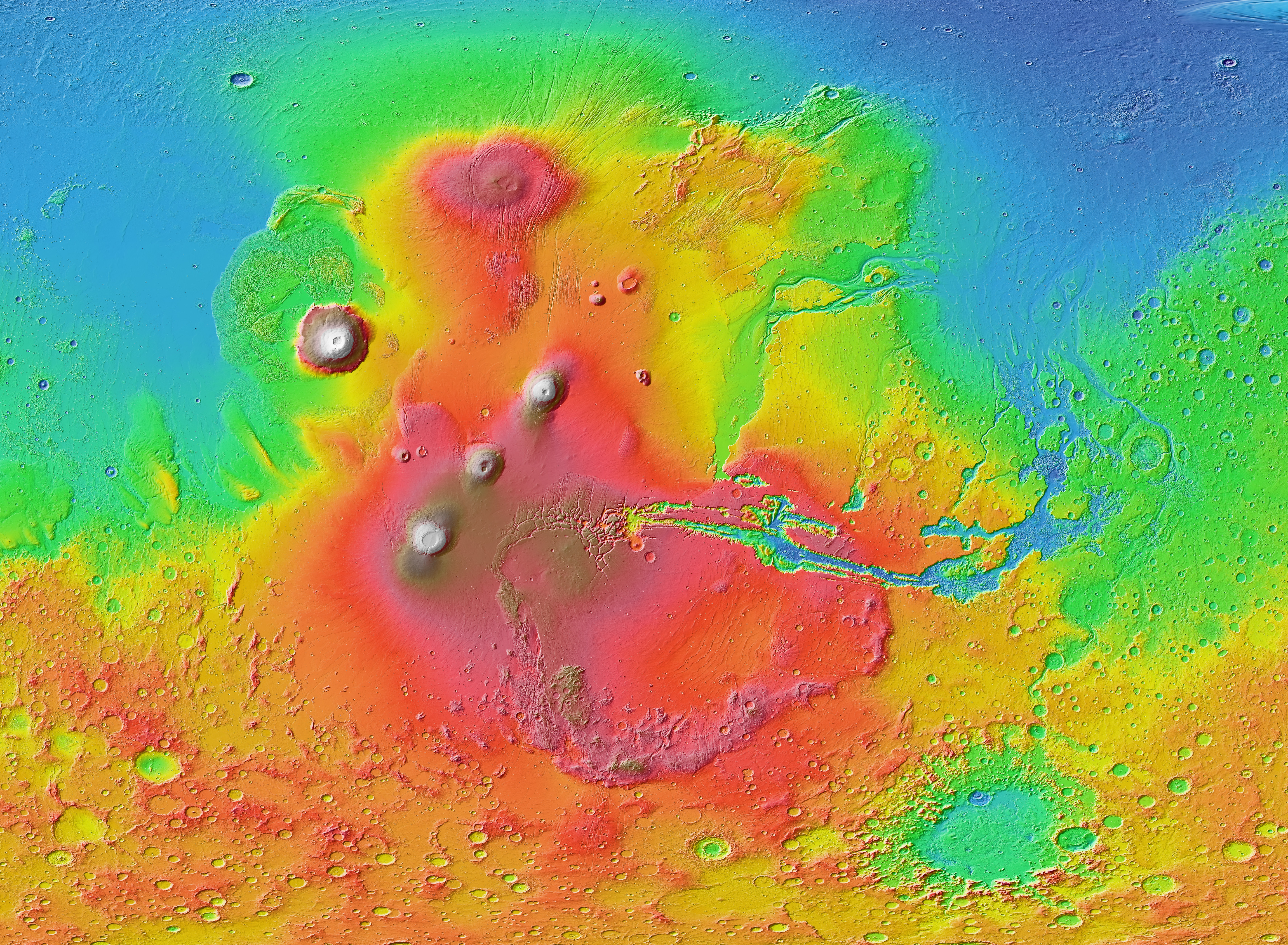
タルシス地域とその周辺の標高図

この地域は、太陽系で最大規模の火山の幾つかがあるタルシス台地を含む。その中のオリンポス山は、35 - 38億年前のノアキス代のうちの1億年間にマントルプルームの上昇によってできた。
タルシス台地の巨大さは、火星地質学に大きな影響を及ぼした。タルシス地域は、タルシスの谷 (trough) と呼ばれる、環状の低地に囲まれている。そして、このタルシスの東側にはタルシスより小規模なアラビア大陸があるが、これはタルシスの重みの結果形成された可能性がある。これらの特徴は、ノアキス紀後期の火星の渓谷の形成における主要な影響であった。タルシスのマグマから噴出した大量の二酸化炭素や水蒸気は、火星が湿潤だった時代に重要な働きをしたと考えられる。ロジャー J. フィリップスの2001年の計算では、火星表面が1500ヘクトパスカルの二酸化炭素の大気と、平均120mの深さの液体の水で覆われたことを示している。

## 火山
タルシス台地の主要な火山を以下に示す。
- オリンポス山 - 太陽系最大の楯状火山。

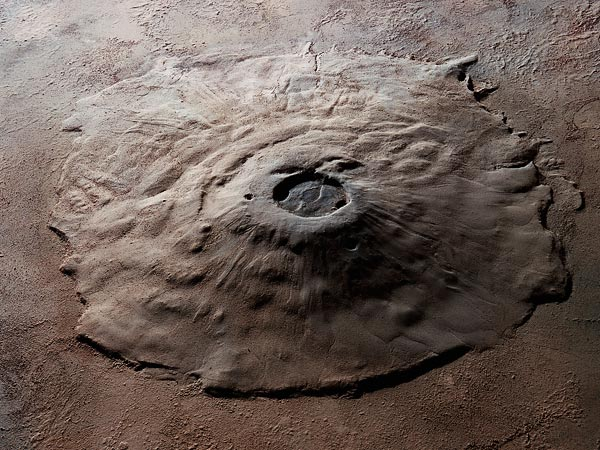
オリンポス山

- タルシス三山 - タルシス台地中央に一列に並ぶ3つの楯状火山。
  - アスクレウス山
  - アルシア山
  - パヴォニス山
- アルバ・パテラ - タルシス地域北方にある特徴的な火山。
- ビブリス・パテラ

## 画像

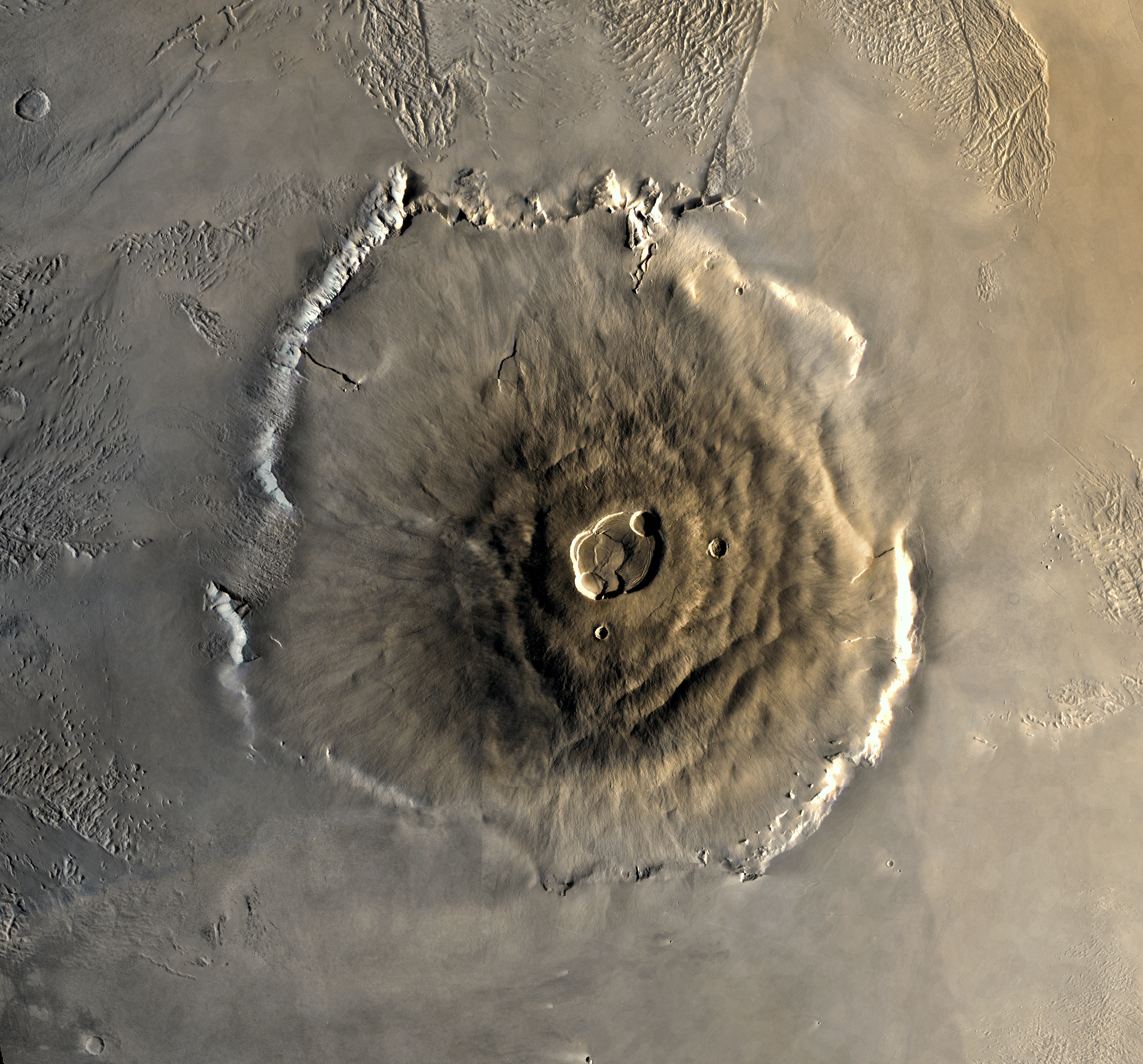
オリンポス山
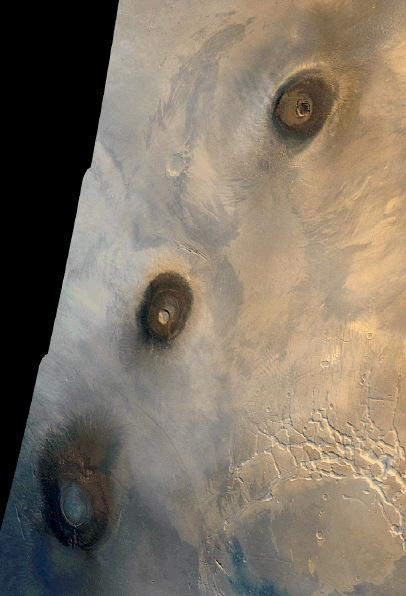
タルシス三山
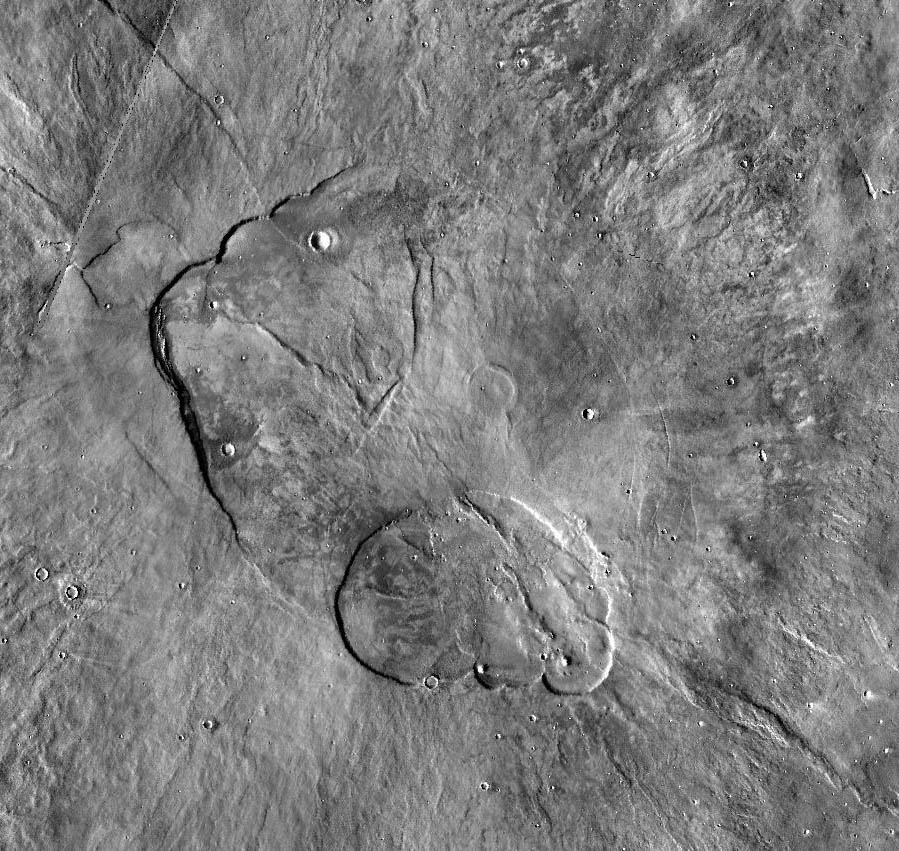
アルバ・パテラ